# Eiko Masuyama
Eiko Masuyama (増山 江威子 Masuyama Eiko?) (Tokio, 22 de abril de 1936-20 de mayo de 2024) fue una actriz, seiyū y narradora japonesa bajo el nombre de Tomoko Masada (政田 知子 Masada Tomoko?). Fue reconocida, entre otros roles, por interpretar a Honey Kisaragi en Cutie Honey y a Fujiko Mine en Lupin III. Está afiliada a Aoni Production.
Ha sido una de las diez personalidades reconocidas con el premio al "Mérito al Servicio" en la entrega de los Tokyo Anime Awards en su edición de 2017.

## Filmografía

### Anime
- Andersen Monogatari como Candy
- Attack No. 1 como Youko Makimura, Midori Hayakawa, Sherenina y Yoshimura
- Captain Future como Joan Randall
- Cutie Honey como Honey Kisaragi/Cutie Honey
- Cutie Honey F como Mitsuko Kanzaki
- Cyborg 009 (1979) como Simon y Vega
- D'Artacán y los tres mosqueperros como Milady
- Detective Conan como Fusae Cambell Kinoshita
- Devilman como Bera y Faiamu
- Dokonjō Gaeru como Kuniko Ohbayashi y Pyonko
- Dr. Slump como Ribon Chan
- El Galáctico como la Profesora Kitty
- El pequeño lord como Mina
- Fábulas del Bosque Verde como Polly Chuck
- Ganba no Bōken como Oryuu y Shioji
- Ganso Tensai Bakabon como Mama
- Goku no Daibōken como Tatsuko
- Haikara-san ga Tooru como Kichiji
- Hello! Lady Lynn como Maudlin Wibberley
- Hombre par (1967) como Paako
- Hoshi no Ko Chobin como la Reina Ekurea
- Ikkyū-san como la madre de Ikkyū, la Narradora y Tsubane Iyono
- Jungle Kurobe como Toriko Sarari
- Jungle Taitei Susume Leo como Rukio
- Kaibutsu-kun como Kaiko Chan
- Kojika Monogatari como Tuink-Sensei
- Kyojin no Hoshi como Chiyo Samon y Rumi Tachibana
- La princesa de los mil años como Eternal Caretaker
- Lady Lady!! como Madeleine
- Las montañas de Ana como Francine
- Little Lulu to Chicchai Nakama como Lulu
- Lupin III como Catherine Martin
- Lupin III: Parte II como Fujiko Mine
- Lupin III: Parte III como Fujiko Mine
- Magical Taruruuto-kun como Ina Kawai
- Mahōtsukai Chappy como Chappy
- Manga Kotowaja Jiten como Tsugumi
- Obake no Q-Taro (1965) como U-ko
- Obake no Q-Taro (1985) como U-ko
- Ohayo! Spank como la madre de Aiko
- Patalliro! como Afro 18 y Bjorn
- Príncipe Planeta como Rico
- Rerere no Tensai Bakabon como Mama
- Sasuga no Sarutobi como Kasumi Sarutobi
- Shōnen Tokugawa Ieyasu como Odai
- Sougen no Shoujo Laura como Caroline Ingalls
- Tensai Bakabon como Mama
- The Kabocha Wine como Hanae Aoba y Komachi
- Uchū Senshi Baldios como Amy Ratein
- Urusei Yatsura como Misuzu
- Vickie el vikingo como la Narradora

### OVAs
- Lupin III: El Retorno del Gran Mago como Fujiko Mine
- Lupin III: Ikka Seizoroi como Fujiko Mine
- Lupin III: Secret Files como Fujiko Mine
- Lupin III: Verde vs. Rojo como Fujiko Mine
- Xanadu Dragonslayer Densetsu como Refi -->

### Películas
- Andersen Monogatari Match Uri no Shōjo como Karen
- Chikyū e... como Teraz No 5
- Doubutsu Takarajima como Gran
- Dr. Slump: La gran carrera alrededor del mundo como Ribon Chan
- Dr. Slump: Una aventura espacial como Ribon Chan
- El castillo de Cagliostro como Fujiko Mine
- El Gato con Botas como Suzanna
- El misterio de Mamo como Fujiko Mine
- Hyokkori Hyōtan-jima como Teke
- Kennosuke-sama como la madre de Kennosuke
- La pequeña Memole como la Narradora
- La princesa de los mil años como Eternal Concierge
- Lady Lady!! como Madeleine
- Lupin III: Adiós a Nostradamus como Fujiko Mine
- Lupin III: Twilight Gemini no Himitsu como Fujiko Mine
- Lupin III: Vivo o muerto como Fujiko Mine
- Lupin III y La leyenda del oro de Babilonia como Fujiko Mine
- Manga Aesop Monogatari como el Sol
- Panda no Daibōken como Tonchi
- Sailor Moon S The movie como la Princesa Kaguya de las Nieves
- Sekai Meisaku Dōwa: Hakuchō no Ōji como Elisa
- Shonen Kenia on Kadokawa como Youko Murakami

### Especiales de TV
- Lupin III: 1$ Money Wars como Fujiko Mine
- Lupin III: Ai no da capo - Fujiko's Unlucky Days como Fujiko Mine
- Lupin III: Alcatraz Connection como Fujiko Mine
- Lupin III: Bye Bye Liberty Crisis como Fujiko Mine
- Lupin III: Dragon of Doom como Fujiko Mine
- Lupin III: Harimao no Zaihō o oe!! como Fujiko Mine
- Lupin III: Hemmingway Paper no Nazo como Fujiko Mine
- Lupin III: Honou no Kioku - Tokyo Crisis como Fujiko Mine
- Lupin III: Kiri no Elusive como Fujiko Mine
- Lupin III: Lupin Ansatsu Shirei como Fujiko Mine
- Lupin III: Mahō no Ranpu wa Akumu no Yokan como Fujiko Mine
- Lupin III: Napoleon no Jisho o Ubae como Fujiko Mine
- Lupin III: Nusumareta Lupin como Fujiko Mine
- Lupin III: Otakara Henkyaku Daisakusen!! como Fujiko Mine
- Lupin III: Russia yori Ai o Komete como Fujiko Mine
- Lupin III: Seven Days Rhapsody como Fujiko Mine
- Lupin III: Tenshi no Tactics - Yume no Kakera wa Koroshi no Kaori como Fujiko Mine
- Lupin III: the Last Job como Fujiko Mine
- Lupin III: Walusa P38 - In Gedenken an die Walther P38 como Fujiko Mine
- Lupin III Episode: 0 'First Contact' como Fujiko Mine
- Lupin III vs. Detective Conan como Fujiko Mine
- Son-goku Is Coming: Chapter of Ko-fu Dai-o como Tatsuko
- Wakakusa Monogatari como Margaret "Meg" March

### Videojuegos
- Lupin the 3rd: The Shooting como Fujiko Mine

### CD Drama
- Master Mosquiton como la madre de Inaho

### Comerciales
Interpretó a Fujiko Mine de la serie Lupin III para el comercial de la petrolera Esso Esso with Lupin III.

## Música
Interpretó el tercer ending de la serie New Moomin: Muumin wa Kinou.